# Alcor (człon rakiety)
Alcor – amerykański człon rakietowy używany głównie w rakietach nośnych Blue Scout Junior i różnych odmianach rakiet sondażowych Astrobee. Używany między latami 1960 a 1977. Spalał stały materiał pędny. Człon używał silnika rakietowego o tej samej nazwie, Alcor.